# Gorkha Airlines

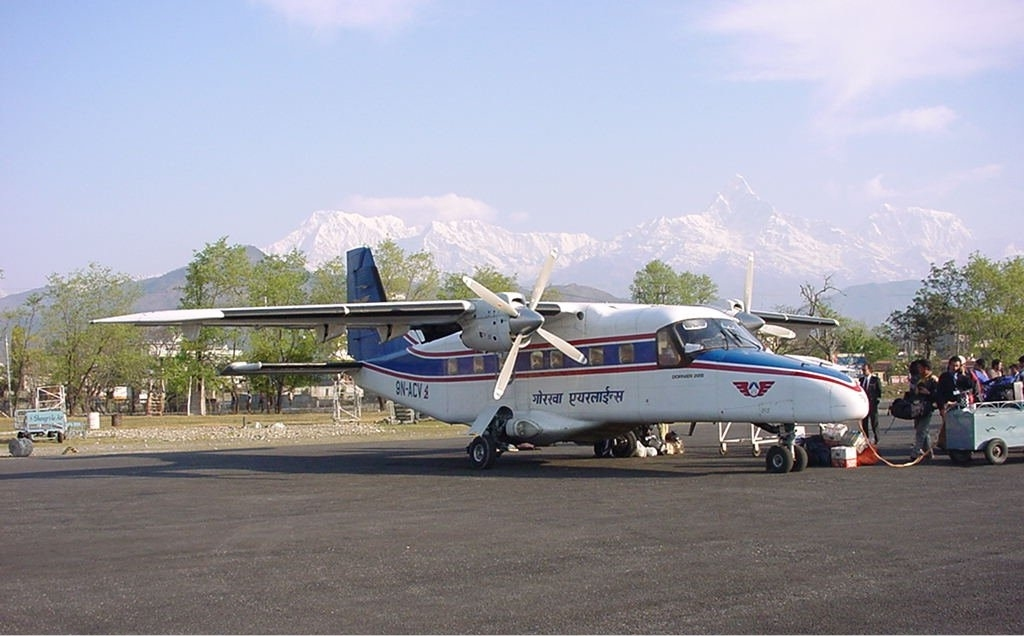
Dornier 228 авіакомпанії Gorkha Airlines в міжнародному аеропорту Покхара, 2000 рік

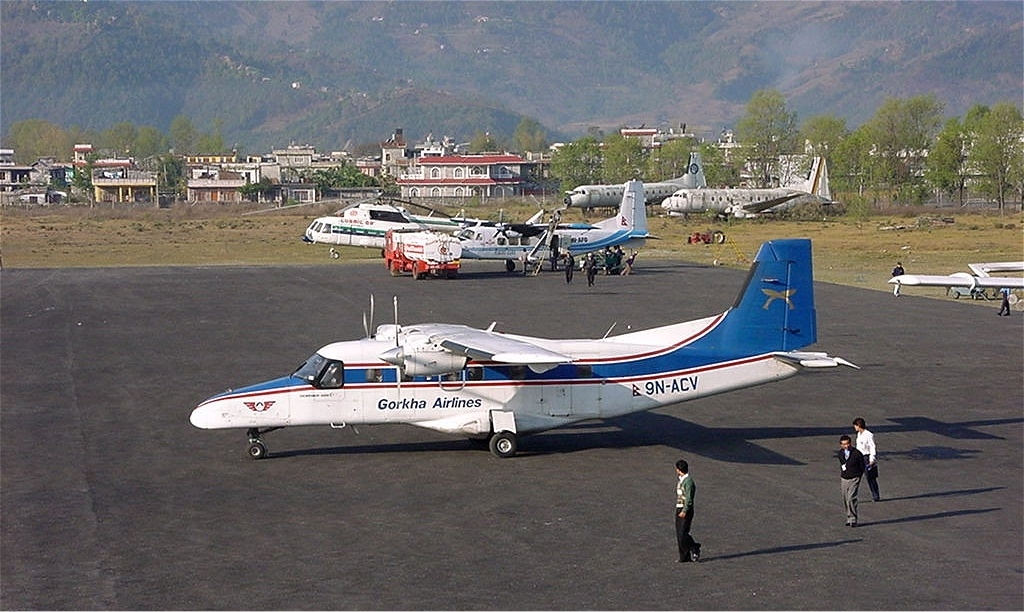
Dornier 228 авіакомпанії Gorkha Airlines в міжнародному аеропорту Покхара

Gorkha Airlines Pvt. Ltd., діюча як Gorkha Airlines, — непальська авіакомпанія зі штаб-квартирою в Катманду, здійснює регулярні та чартерні перевезення в межах країни, включаючи щоденні рейси на Гімалаї. Портом приписки перевізника був міжнародний аеропорт Трібхуван.

## Історія
Gorkha Airlines була заснована в 1996 році і почала операційну діяльність 8 липня того ж року на двох вертольотах Мі-17. Надалі авіакомпанія придбала два літаки і переключилася в-основному на виконання регулярних внутрішніх рейсів.

## Маршрутна мережа
У червні 2010 року маршрутна мережа регулярних перевезень авіакомпанії Gorkha Airlines охоплювала наступні пункти призначення:
| Населений пункт | Код ІАТА аеропорту | Аеропорт                           | Пункти призначення                                                   |
| --------------- | ------------------ | ---------------------------------- | -------------------------------------------------------------------- |
| Сіддхартханагар | BWA                | аеропорт Гаутама Будда             | Катманду                                                             |
| Бхаратпур       | BHR                | Бхаратпур (аеропорт)               | Катманду                                                             |
| Біратнагар      | BIR                | Біратнагар                         | Тумлингтар                                                           |
| Джанакпур       | JKR                | аеропорт Джанакпур                 | Катманду                                                             |
| Джомсом         | JMO                | аеропорт Джомсом                   | Покхара                                                              |
| Катманду        | KTM                | міжнародний аеропорт Трібхуван     | Бхайрахава, Бхаратпур, Джанакпур, Лукла, Покхара, Сімара, Тумлінгтар |
| Лукла           | LUA                | аеропорт імені Тенцінга та Гілларі | Катманду                                                             |
| Покхара         | PKR                | аеропорт Покхара                   | Джомсом, Катманду                                                    |
| Пипара Сімара   | SIF                | аеропорт Сімара                    | Катманду                                                             |
| Тумлінгтар      | TMI                | аеропорт Тумлінгтар                | Біратнагар, Катманду                                                 |

## Флот
Станом на березень 2007 року повітряний флот авіакомпанії Gorkha Airlines складали наступні літаки:
- Dornier 228-212 — 2 од.

## Авіаподії та інциденти
- 30 червня 2005 року. Літак Dornier Do 228 (реєстраційний 9N-ACV), що виконував рейс з міжнародного аеропорту Трібхуван в аеропорт Лукла, при посадці в аеропорту призначення викотився за межі злітно-посадкової смуги. На борту знаходилось 9 пасажирів і три члени екіпажу, кілька людей отримали травми. Лайнер був виведений з експлуатації і згодом списаний[4][5].